# Vlajka Vánočního ostrova

Vlajka Vánočního ostrova
Poměr stran: 1:2

Vlajka Vánočního ostrova, zámořského území Austrálie, je tvořena listem o poměru stran 1:2, šikmým dělením (úhlopříčka vede z horního žerďového rohu do dolního cípu), rozdělená na dvě části. Ve spodní, tmavě modré části, jsou umístěny hvězdy ze souhvězdí Jižního kříže. V horní, zelené části vlajky, je umístěna žlutá silueta ptáka. Ve středu vlajky se ve žlutém kruhu nachází stylizovaná zelená mapa Vánočního ostrova.
Souhvězdí Jižního kříže je převzaté z australské vlajky, a připomíná svazky s tímto státem.
Modrá barva představuje Indický oceán a zelená tropické deštné pralesy. Ptákem je faeton žlutozobý z čeledi faetonovitých.
Vlajka byla navržena roku 1986. Oficiálně byla přijata v roce 2002. Do té doby se oficiálně používala pouze australská vlajka.